# Atletica leggera ai Giochi della IV Olimpiade - 3200 metri siepi
La competizione dei 3200 metri siepi di atletica leggera dei Giochi della IV Olimpiade si tenne i giorni 17 e 18 luglio 1908 allo Stadio di White City a Londra.
Questa distanza "atipica" viene scelta perché è quella che si avvicina di più alle due miglia inglesi (3218,7 metri).

## L'eccellenza mondiale
| Non ci sono precedenti su questa distanza. |

## Risultati
| 6 Batterie | 17 luglio | 24 partenti   | Si qualificano solo i vincitori. |
| Finale     | 18 luglio | 6 concorrenti |                                  |

I favoriti sono i britannici.
Il più titolato è Arthur Russell, tre volte campione nazionale (1904-06). Russell si qualifica vincendo la prima batteria davanti a Massimo Cartasegna, che dà buona prova di sé. Gli atleti di casa vincono 4 delle 6 batterie.

In finale gli inglesi cercano subito di imporre il loro ritmo. Prima fa l'andatura Holdaway, poi prende il comando Galbraith (canadese). A metà gara Galbraith finisce la benzina e lascia la guida della gara a Russell e a Robertson, tallonati dall'americano Eisele. All'inizio dell'ultimo giro i due inglesi spingono sull'acceleratore e concludono la gara in solitaria, rispettando le gerarchie.

### Batterie
1ª batteria
| Pos. | Atleta             | Nazione     | Tempo ufficiale | Tempo ufficioso |
| ---- | ------------------ | ----------- | --------------- | --------------- |
| 1    | Arthur Russell     | Regno Unito | 10'56"2         |                 |
| 2    | Massimo Cartasegna | Italia      |                 | 11'15"0         |
| -    | Gaston Ragueneau   | Francia     | Rit.            | Rit.            |
| -    | Edward Carr        | Stati Uniti | Rit.            | Rit.            |
| -    | Thomas Downing     | Regno Unito | dq              | dq              |

2ª batteria
| Pos. | Atleta                   | Nazione     | Tempo ufficiale | Tempo ufficioso |
| ---- | ------------------------ | ----------- | --------------- | --------------- |
| 1    | John Eisele              | Stati Uniti | 11'13"6         |                 |
| -    | Antal Lovas              | Ungheria    | Rit.            | Rit.            |
| -    | Louis Bonniot de Fleurac | Francia     | Rit.            | Rit.            |
| -    | Frank Buckley            | Regno Unito | Rit.            | Rit.            |
| -    | Joseph English           | Regno Unito | Rit.            | Rit.            |

3ª batteria
| Pos. | Atleta            | Nazione     | Tempo ufficiale | Tempo ufficioso |
| ---- | ----------------- | ----------- | --------------- | --------------- |
| 1    | William Galbraith | Canada      | 11'12"4         |                 |
| -    | Henry Barker      | Regno Unito | Rit.            | Rit.            |

4ª batteria
| Pos. | Atleta           | Nazione     | Tempo ufficiale | Tempo ufficioso |
| ---- | ---------------- | ----------- | --------------- | --------------- |
| 1    | Arthur Robertson | Regno Unito | 11'10"0         |                 |
| 2    | Gayle Dull       | Stati Uniti |                 | 11'50"0         |
| -    | George Bonhag    | Stati Uniti | Rit.            | Rit.            |
| -    | Richard Yorke    | Regno Unito | dq              | dq              |

5ª batteria
| Pos. | Atleta         | Nazione     | Tempo ufficiale | Tempo ufficioso |
| ---- | -------------- | ----------- | --------------- | --------------- |
| 1    | Guy Holdaway   | Regno Unito | 11'18"8         |                 |
| 2    | Joseph Kinchin | Regno Unito |                 | 11'44"0         |
| 3    | Roland Spitzer | Stati Uniti | n/d             | n/d             |
| 4    | Charles Hall   | Stati Uniti | n/d             | n/d             |

6ª batteria
| Pos. | Atleta          | Nazione     | Tempo ufficiale | Tempo ufficioso |
| ---- | --------------- | ----------- | --------------- | --------------- |
| 1    | Harry Sewell    | Regno Unito | 11'30"2         |                 |
| 2    | Jim Lightbody   | Stati Uniti | 11'41"0         |                 |
| -    | John Fitzgerald | Canada      | Rit.            | Rit.            |
| -    | W. Grantham     | Regno Unito | Rit.            | Rit.            |

### Finale
| Pos.    | Paese       | Atleta            | Età | Tempo ufficiale | Tempo ufficioso |
| ------- | ----------- | ----------------- | --- | --------------- | --------------- |
| Oro     | Regno Unito | Arthur Russell    | 22  | 10'47"8         |                 |
| Argento | Regno Unito | Arthur Robertson  | 29  | 10'48"8         |                 |
| Bronzo  | Stati Uniti | John Eisele       | 24  | 11'00"8         |                 |
| 4       | Regno Unito | Guy Holdaway      | 22  |                 | 11'26"0         |
| 5       | Regno Unito | Harry Sewell      | 26  | n/d             | n/d             |
| 6       | Canada      | William Galbraith | 23  | n/d             | n/d             |